# Antonio Abetti
Antonio Abetti (19 de junio de 1846-20 de febrero de 1928) fue un astrónomo italiano. Era padre del también astrónomo Giorgio Abetti (1882-1982).

## Semblanza
Nacido en San Pietro di Gorizia, hoy Šempeter-Vrtojba en Eslovenia, se graduó en matemática e ingeniería en la Universidad de Padua. Después fue nombrado director del Observatorio Astrofísico de Arcetri y profesor de la Universidad de Florencia. En 1874 formó parte de la expedición de Pietro Tacchini que observó el tránsito de Venus con un espectrómetro. 

## Honores
Miembro de
- Accademia Nazionale dei Lincei
- Royal Astronomical Society.
- Accademia galileiana di scienze lettere ed arti

## Eponimia
- En el año 1976, se decidió en su honor y en el de su hijo, Giorgio, llamarle «Abetti» a un cráter de impacto lunar, que se encuentra totalmente sumergido en su mar lunar.[2]
- El asteroide (2646) Abetti también lleva este nombre en memoria de los Abetti.[3]